# Alarm Call
Alarm Call è una canzone di Björk del 1998 ed è il quarto singolo estratto dall'album Homogenic.
Il video musicale è stato diretto dallo stilista Alexander McQueen e mostra la cantante su una zattera alla deriva in fiume tropicale.
Fu inoltre diretto il 24 marzo 1998 l'originale video di Alarm Call , diretto da Paul White, che aveva già diretto Hunter per lei. L'originale video non fu mai pubblicato .

## Tracce
Il singolo è stato pubblicato in diverse versioni elencate di seguito.

### CD1
1. Alarm Call (Radio Mix)
2. Alarm Call (Rhythmic Phonetics Mix, da Matmos)
3. Alarm Call (Bjeck Mix)

### CD2
1. Alarm Call (Potage Du Jour)
2. Alarm Call (French Edit)
3. Alarm Call (French Dub)

### CD3
1. Alarm Call (Phunk You)
2. Alarm Call (Gangsta)
3. Alarm Call (Locked)

### 12" vinile 1
1. Alarm Call (Bjeck Mix)
2. Alarm Call (Rhythmic Phonetics Mix, da Matmos)
3. Alarm Call (Speech Therapy Mix, da Matmos)

### 12" vinile 2
1. Alarm Call (Enough is Enough Mix)
2. Alarm Call (Rise and Shine Mix)
3. All Is Full of Love (All is Full of Lies Mix)

### 12" vinile 3
1. Alarm Call (Reprosession Mix)
2. So Broken (DJ Krust Mix)

### 12" vinile 4
1. Alarm Call (Alan Braxe & Ben Diamond Remix)
2. Alarm Call (Teasmade Dub)
3. Alarm Call (Alan Braxe & Ben Diamond Edit)

### 12" vinile 5
1. Alarm Call (Radio Mix)
2. Alarm Call (Album Version)
3. Alarm Call (Snooze Button Mix)
4. Hunter (Moodswing Remix)

## Classifiche
| Paese       | Posizione più alta |
| ----------- | ------------------ |
| Regno Unito | 33                 |